# Фінал кубка Німеччини з футболу 2024
Фінал Кубка Німеччини з футболу 2024 року — вирішальний матч розіграшу Кубка Німеччини сезону 2023/2024, який відбувся 25 травня 2024 року на Олімпійському стадіоні у Берліні.
У матчі взяли участь представник Другої Бундесліги «Кайзерслаутерн» та Бундесліги «Баєр 04». Вперше з фіналу 2011 року сюди вийшла команда із Другої Бундесліги.
«Баєр 04» виграв матч з рахунком 1:0, здобувши Кубок Німеччини вдруге у своїй історії. Завдяки цій перемозі «Баєр 04» вперше виграв «золотий дубль», ставши також чемпіоном Німеччини 2023/24. Як володар обох трофеїв, «Баєр» отримав путівку до Суперкубка Німеччини 2024 року, де зустрівся із віцечемпіоном країни «Штутгартом».
Крім того, оскільки «Баєр 04» вже кваліфікувався до Ліги чемпіонів 2024/25, ставши чемпіоном Німеччини, сьома команда чемпіонату, «Гоффенгайм» отримала право виступати в Лізі Європи 2024/25, а восьмий клуб чемпіонату, «Гайденгайм», отримав путівку до Ліги конференцій 2024/25.
| Володар Кубка Німеччини 2023—2024 |
| --------------------------------- |
|                                   |
| «Баєр 04» Другий титул            |

## Команди
| Команда        | Участь у фіналі (перемоги виділено)          |
| -------------- | -------------------------------------------- |
| Баєр 04        | 4 (1993, 2002, 2009, 2020)                   |
| Кайзерслаутерн | 7 (1961, 1972, 1976, 1981, 1990, 1996, 2003) |

## Шлях до фіналу
У Кубку Німеччини взяли участь 64 команди, турнір проводився за олімпійською системою. До фіналу було проведено п'ять раундів.
Примітка: Першим вказано кількість голів, забитих учасником фіналу (д: вдома; г: в гостях).
| Кайзерслаутерн      | Кайзерслаутерн | Раунд                     | Баєр 04               | Баєр 04   |
| ------------------- | -------------- | ------------------------- | --------------------- | --------- |
| Суперник            | Результат      | Кубок Німеччини 2023/2024 | Суперник              | Результат |
| Рот-Вайсс (Кобленц) | 5:0 (г)        | Перший раунд              | Тевтонія Оттензен     | 8:0 (г)   |
| Кельн               | 3:2 (д)        | Другий раунд              | Зандхаузен            | 5:2 (г)   |
| Нюрнберг            | 2:0 (д)        | 1/8 фіналу                | Падерборн 07          | 3:1 (д)   |
| Герта (Берлін)      | 3:1 (г)        | 1/4 фіналу                | Штутгарт              | 3:2 (д)   |
| Саарбрюккен         | 2:0 (г)        | 1/2 фіналу                | Фортуна (Дюссельдорф) | 4:0 (г)   |

## Матч
| 25 травня 2024 20:00 CEST |

| «Кайзерслаутерн» | 0–1      | «Баєр 04»   |
| ---------------- | -------- | ----------- |
|                  | Протокол | - Джака 16' |

| Олімпійський стадіон, Берлін Глядачів: 74,322 Арбітр: Бастіан Данкерт (Росток) |

| «Кайзерслаутерн» | «Баєр 04» |

| GK                | 18 | Юліан Краль      |       |       |
| RB                | 31 | Бен Золінскі     |       | 74'   |
| CB                | 33 | Ян Ельведі       | 86'   |       |
| CB                | 2  | Боріс Томяк      |       |       |
| LB                | 15 | Тимотеуш Пухач   |       |       |
| DM                | 26 | Філіп Калоч      |       |       |
| RM                | 8  | Жан Циммер (к)   |       | 90+3' |
| CM                | 7  | Марлон Ріттер    |       |       |
| CM                | 20 | Тобіас Рашль     |       | 83'   |
| LM                | 11 | Кенні Редондо    |       | 83'   |
| CF                | 19 | Даніель Ганслік  |       | 46'   |
| Заміни:           |    |                  |       |       |
| GK                | 32 | Робін Гіммельман |       |       |
| DF                | 5  | Кевін Краус      |       |       |
| DF                | 6  | Альмамі Туре     |       | 90+3' |
| DF                | 27 | Франк Ронштадт   |       |       |
| MF                | 4  | Афіз Арему       |       |       |
| MF                | 10 | Філіпп Клемент   | 90+6' | 83'   |
| FW                | 9  | Рагнар Ахе       |       | 46'   |
| FW                | 17 | Аарон Опоку      |       | 83'   |
| FW                | 29 | Річмонд Тачі     |       | 74'   |
| Тренер:           |    |                  |       |       |
| Фрідгельм Функель |    |                  |       |       |

| GK          | 1  | Лукаш Градецький (к) | 90+7'   |       |
| CB          | 6  | Оділон Коссуну       | 3', 44' |       |
| CB          | 4  | Йонатан Та           |         |       |
| CB          | 12 | Едмонд Тапсоба       |         |       |
| RM          | 30 | Жеремі Фрімпонг      |         | 90+3' |
| CM          | 34 | Граніт Джака         |         |       |
| CM          | 8  | Роберт Андріх        |         |       |
| LM          | 20 | Алехандро Грімальдо  |         | 85'   |
| RW          | 7  | Йонас Гофманн        |         | 46'   |
| LW          | 10 | Флоріан Віртц        |         | 90+3' |
| CF          | 14 | Патрік Шик           |         | 46'   |
| Заміни:     |    |                      |         |       |
| GK          | 17 | Матей Коварж         |         |       |
| DF          | 2  | Йосип Станішич       |         | 46'   |
| DF          | 3  | П'єро Інкап'є        |         | 85'   |
| MF          | 19 | Натан Телла          |         | 90+3' |
| MF          | 21 | Амін Адлі            |         | 46'   |
| MF          | 25 | Есек'єль Паласіос    |         |       |
| FW          | 9  | Борха Іглесіас       |         |       |
| FW          | 22 | Віктор Боніфейс      |         |       |
| FW          | 23 | Адам Гложек          |         | 90+3' |
| Тренер:     |    |                      |         |       |
| Хабі Алонсо |    |                      |         |       |

| Помічники арбітра : Рене Роде (Росток) Марцель Унгер (Гамбург) Резервний арбітр: Флоріан Бадштюбнер (Нюрнберг) Відеоасистент арбітра (VAR): Гарм Осмерс (Ганновер) Асистент відеоасистента арбітра (AVAR): Гольгер Геншель (Брауншвейг) | Регламент матчу - 90 хвилин. - 30 хвилин додаткового часу за потреби. - Післяматчеві пенальті за рівного рахунку після додаткового часу. - Дев'ять запасних із кожного боку. - Максимум п'ять замін, шоста допускається додатково. |

Розшифровка позицій: GK — воротар; RB — правий захисник; СВ — центральний захисник; LB — лівий захисник; SW — свіпер (вільний захисник); RM — правий півзахисник; CM — центральний півзахисник; LM — лівий півзахисник; AM — атакуючий півзахисник; SS — відтягнутий нападник; CF — центральний нападник; DF — захисник; MF — півзахисник; FW — нападник.